# Sunderby sjukhus (järnvägsstation)
Sunderby sjukhus, av Trafikverket kallad Sunderbyns sjukhus, är en järnvägsstation vid Sunderby sjukhus i Södra Sunderbyn i Luleå kommun i Norrbotten. Den ligger längs Stambanan genom övre Norrland, c:a 18 km sydost om Bodens centralstation och c:a 15 km nordväst om slutstation Luleå centralstation.

## Om stationen
Stationen intill sjukhuset togs i drift i januari år 2000. Den består av en mellanhög sidoplattform som är c:a 500 meter lång. På plattformen finns fem väderskydd, varav tre med tak och två med väggar. Det finns både visuell information i form av monitorer och högtalarsystem vid stationen. Åren 2010-2011 byggdes ytterligare en c:a 300 meter lång perrong samt en överliggande gångbro för att ta sig över spåren. Detta gjordes för att öka kapaciteten på banan, då två tåg nu kan mötas vid stationen och samtidigt ta upp resenärer.